# Hervé Genet
Hervé Genet, né le 21 août 1962 à Charmes, est un footballeur français devenu entraîneur.

## Biographie
En janvier 2002, il est diplômé du DEF (Diplôme d'entraîneur de football). Il est en poste au Besançon RC de 2004 à 2012. Il est licencié à la suite du dépôt de bilan du Besançon RC rebaptisé Racing Besançon. Il est aujourd'hui l'entraîneur du Besançon Football, équipe bisontine évoluant en CFA 2
Deux fois champion de CFA en 2009 et 2011, il amène le Besançon RC en 32e de finale de coupe de France lors de la saison 2008-2009 pour un match de gala perdu contre l'Olympique de Marseille au stade Léo Lagrange (1-1, 5-4 aux TAB) avec une forte affluence pour une rencontre de football à Besançon avec 10 334 spectateurs. 
En 2015, l'ASPTT Besançon change de nom et devient le FC Besançon. 